# Henric von Seulenberg
Henric von Seulenberg (före adlandet Muhlman), född 1605, död 30 oktober 1658 i Køge, var en svensk ingenjör samt artilleri- och fortifikationsofficer.
Henric von Seulenberg, som troligen var av balttysk härstamning, var 1634 stadsingenjör i Riga och blev 1645 stadsingenjör där. Under sitt arbete med utbyggandet av Rigas stadsbefästningar råkade han i konflikt med den svenske generalingenjören Johan von Rodenburgh, som beskyllde Seulenburg för att uppegga stadens borgare mot hans fästningsplaner. von Seulenberg begav sig 1648 till Stockholm och utnämndes samma år till tygmästare och ingenjör i Riga och Livland samt 1649 till tygmästare och ingenjör över Livland, Ingermanland och Karelen. Han utförde de följande åren ett energiskt arbete på fästningsbyggnaderna i Narva och Ivangorod, befäste Kexholm och uppgjorde 1655 en befästningsplan för Nyenskans. Vintern 1655–1656 visiterade han fästningarna och artilleriet i Ingermanland, Kexholm och Nöteborg och angav 1656 till Krigskollegium en berättelse om fästningarna i Narva, Ingermanland och Karelen. 1657 utnämndes han till överstelöjtnant av artilleriet i Finland, Estland och Ingermanland med bibehållande av ingenjörsbefattningen där. Våren 1658 kommenderades han till svenska armén på Själland, där han avled. Han begravdes i Sankta Maria kyrka i Helsingör. von Seulenberg var en av svenska arméns skickligaste fortifikationsofficerare men tycks ha varit svår att samarbete med. 1649 erhöll von Seulenberg vederlagsdonation på gods och 1651 av drottning Kristina godsen Tuusmäki i Rantasalmi och Hirviniemi i Birkkala socken. Han adlades 1651.